# ほろしん温泉
ほろしん温泉（ほろしんおんせん）は、北海道雨竜郡沼田町幌新にある温泉。

## 泉質
- 単純硫黄冷鉱泉
- 泉温　8.6℃

## 温泉地
天塩山地の山麓に、日帰り入浴施設と宿泊施設を兼ねた「ほろしん温泉ほたる館」が存在する。建物は、源氏の宿と平家の宿に分かれている。

## 歴史
湧出の始まりは昭和3年（1928年）。幌新集落で行われる観音講に向かう途中に永徳寺の住職が、湧き出る水を発見。住職は飲んでみると身体も清らかになり、観音様の霊水と謳った。病にかかると、この「奇跡の水」を飲むようになる。
昭和38年（1963年）には、水質分析検査が行われ、神経痛、リウマチ、糖尿病に効能があると知った。その後、株式会社「幌新温泉」を設立して、開湯。しかし、温泉は経営難に悩まされて、町営に移行。
昭和56年（1981年）、「パークハウス白樺」として開業。平成5年（1994年）に、ほたる館として改築。平成18年（2006年）には全面リニューアルオープンを果たす。

## アクセス
JR留萌本線石狩沼田駅より、町営バスで20分。終点「ほろしん温泉」バス停下車。
深川留萌自動車道沼田ICから、車で15分。